# Lucas Oil Stadium
Le Lucas Oil Stadium est un stade multi-sport situé dans le centre-ville d'Indianapolis, dans l'Indiana.
Le stade a fêté son inauguration le 24 août 2008, et sa cérémonie a eu lieu le 16 août 2008. Il a remplacé le RCA Dome comme domicile des Colts d'Indianapolis de la National Football League. Le stade a été construit pour permettre la destruction du RCA Dome et l'expansion de l'Indiana Convention Center, Palais des Congrès d'Indianapolis. Le stade a accueilli la 46e édition du Super Bowl le 5 février 2012, le Super Bowl XLVI.
HKS est le cabinet d'architecte chargé du design du stade, avec Walter P Moore comme ingénieur structure. Le stade dispose d'un toit et d'une verrière rétractable, qui permettent aux Colts de jouer à l'intérieur comme à l'extérieur. La surface est de la pelouse artificielle. L'architecture intelligente permet une adaptation rapide des installations aux différents évènements.
Le 28 février 2006 Forrest Lucas (en), natif de l'Indiana, a annoncé que sa compagnie, Lucas Oil, avait acquis les droits d’appellation pour 121 millions de dollars sur 20 ans.La façade du nouveau stade est couverte d'une brique de calcaire d'Indiana de couleur brun-rouge. Elle est similaire à plusieurs autres sites sportifs de la région comme le Conseco Fieldhouse, le Hinkle Fieldhouse, le Pepsi Coliseum et à d'autres structures plus anciennes du centre-ville.

## Histoire
Le 20 septembre 2005, les travaux du nouveau stade commencèrent et son inauguration eut lieu le 16 août 2008. Les Colts jouèrent leur première rencontre de la saison le 7 septembre.
Le projet était désigné précédemment sous le nom d'Indiana Stadium, mais, le 28 février 2006, Lucas Oil acheta les droits d'appellation pour 121 millions de dollars sur vingt ans.
Après plus de deux décennies au RCA Dome, les Colts d'Indianapolis inaugurent leur nouveau domicile en 2008. C'est en décembre 2004 que les Colts et la ville d'Indianapolis parviennent à un accord sur la construction d'un nouveau stade pour l'équipe. Son prix est estimé entre 715 et 720 millions de dollars. Les Colts paieront 100 millions du total, alors que le reste sera financé par des taxes. Lors de l'accord avec la ville pour un nouveau stade, les Colts ont signé un bail de trente ans pour maintenir l'équipe dans la ville. En plus de servir de terrain de jeu aux Colts, le stade accueillera des tournois de basket-ball de la NCAA qui y organisera le Final Four basket-ball NCAA en 2010.
Si les Colts d'Indianapolis n'avaient pas obtenu l'accord pour la construction d'un nouveau stade, la franchise aurait probablement déménagé à Los Angeles.

## Installations
Le nombre de places pour le football américain est de 63 000, une augmentation de 5 000 places par rapport au RCA Dome. Toujours pour le football, le nombre de places peut être étendu à 70 000 pour les grands évènements tels que le Super Bowl. La configuration du stade pour le basketball peut dépasser le minimum de 70 000 places requises pour accueillir un évènement de la NCAA.
Le Lucas Oil Stadium dispose de 137 suites de luxe, dont 8 sur le terrain, et 12 "super suites". Il dispose en plus d'une "Suite du Quarterback", une salle semi-privée de 200 places.
Le stade est équipé de deux écrans géants, chacun mesurant 30 mètres de large et 16 mètres de hauteur. Ils sont disposés dans les coins nord-ouest et sud-est du terrain.

## Évènements
- Indiana High School Athletic Association (Football State Finals), depuis 2008
- Indiana State School Music Association (Band State Finals), depuis 2008
- Bands of America Grand National Championship, depuis 2008
- NFL Scouting Combine, depuis 2009
- Drum Corps International World Championship, 2009 à 2013 et 2015 à 2018
- Final Four basket-ball NCAA, 2010 et 2015
- Final Four basket-ball NCAA féminin, 2011 et 2016
- Super Bowl XLVI, 5 février 2012
- WWE Royal Rumble, 1er février 2025

## Galerie

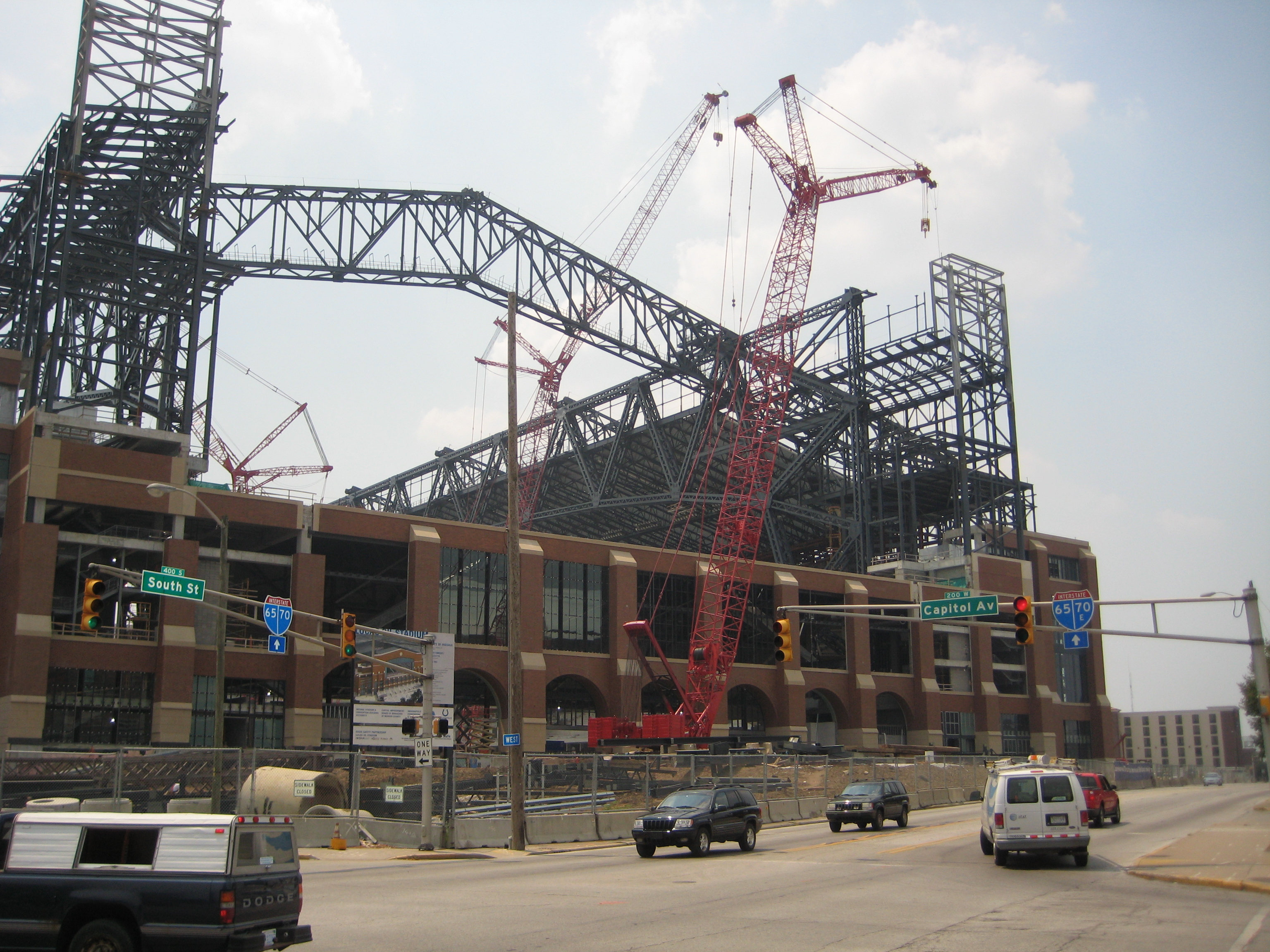
Août 2007
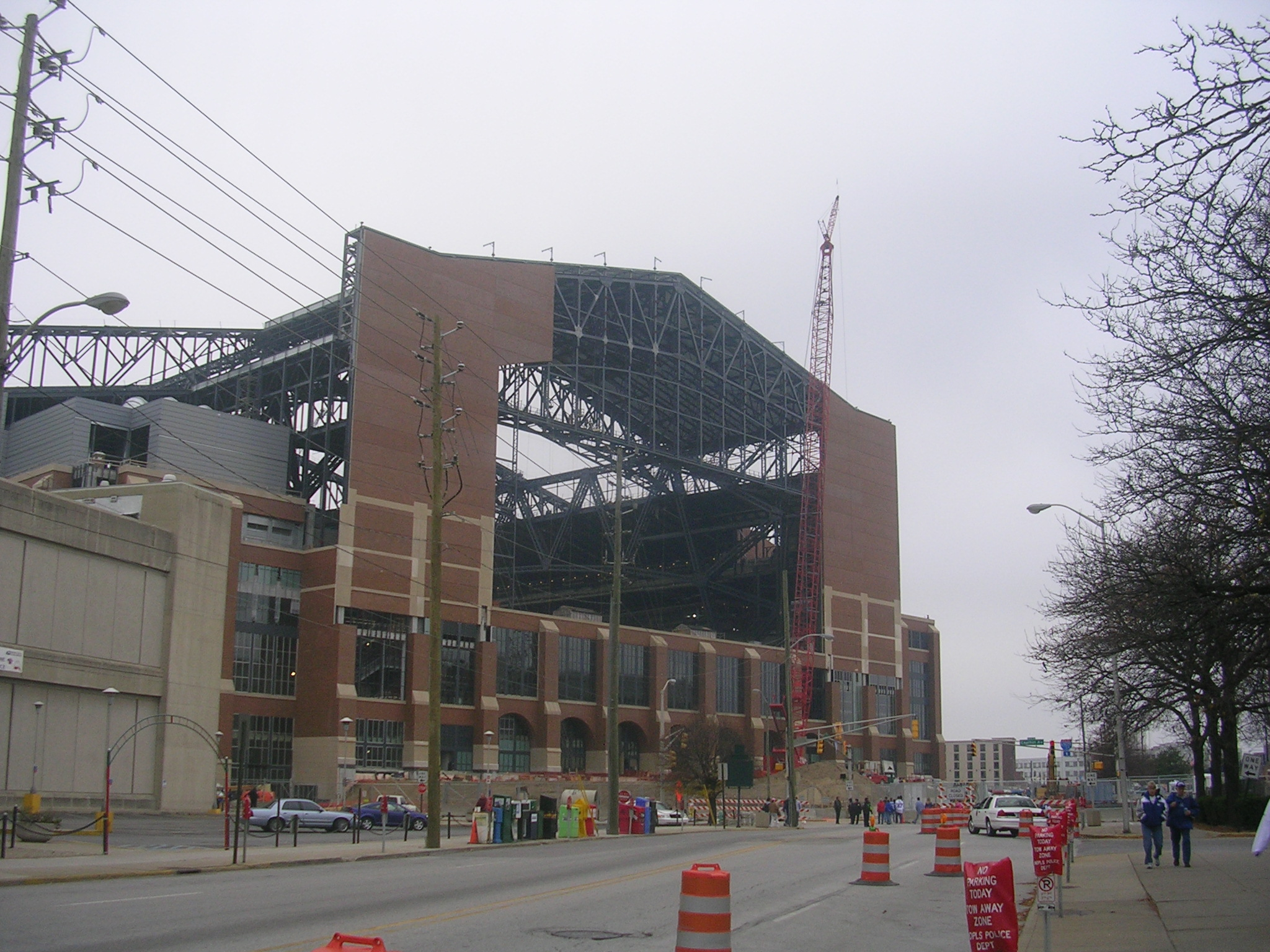
Novembre 2007
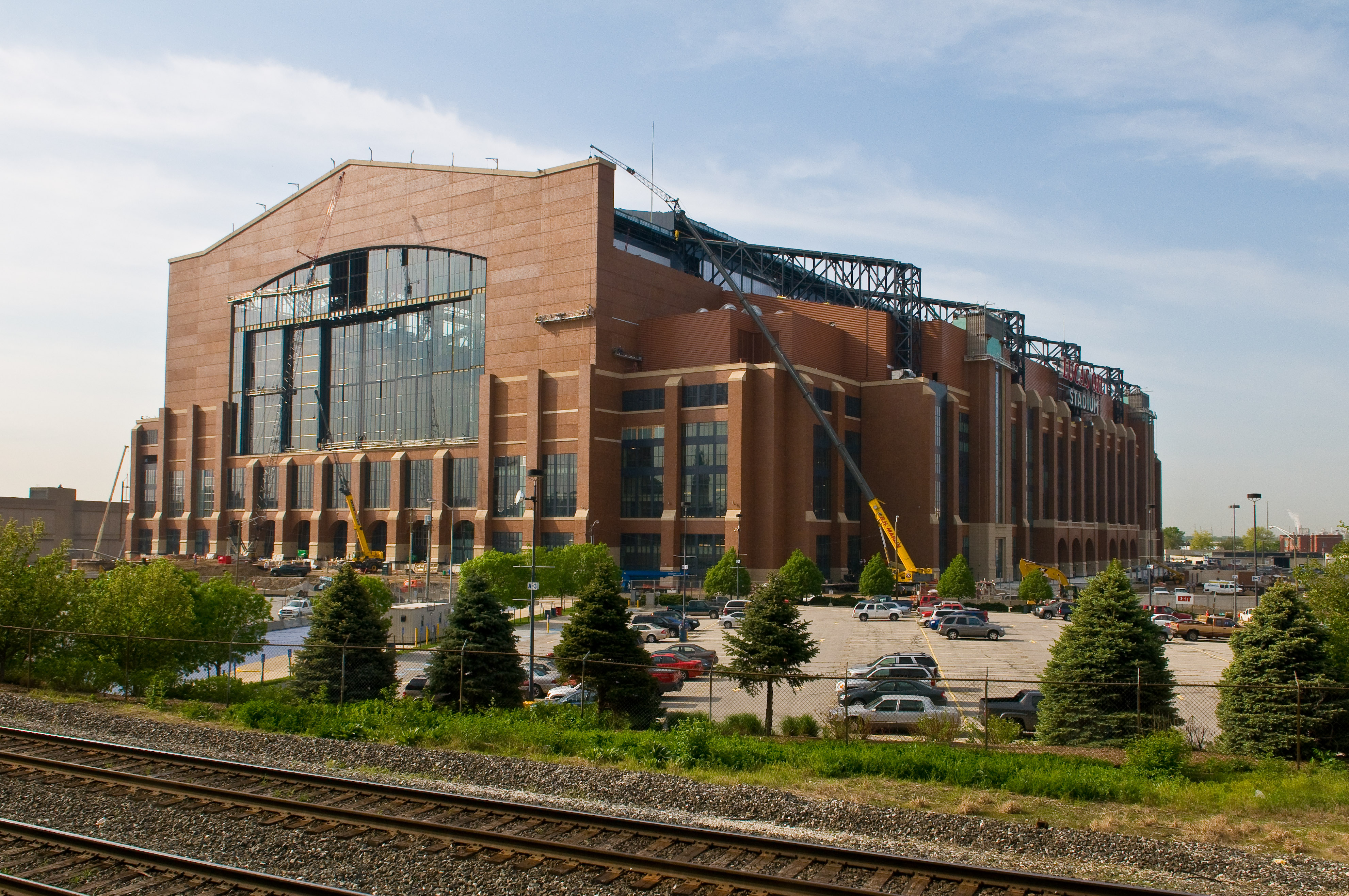
Mai 2008
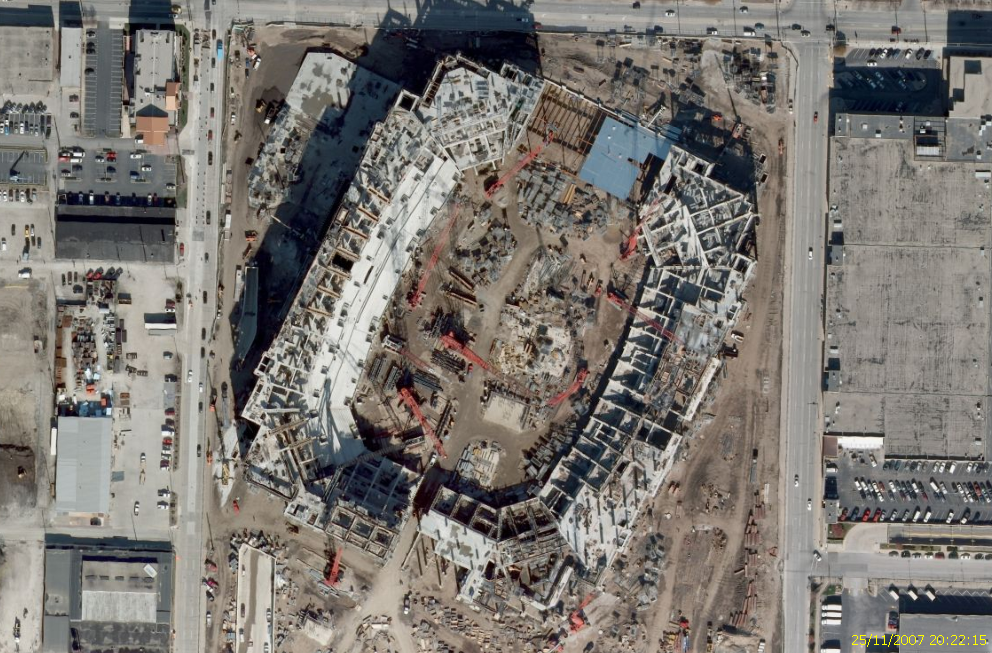
Image satellite du chantier
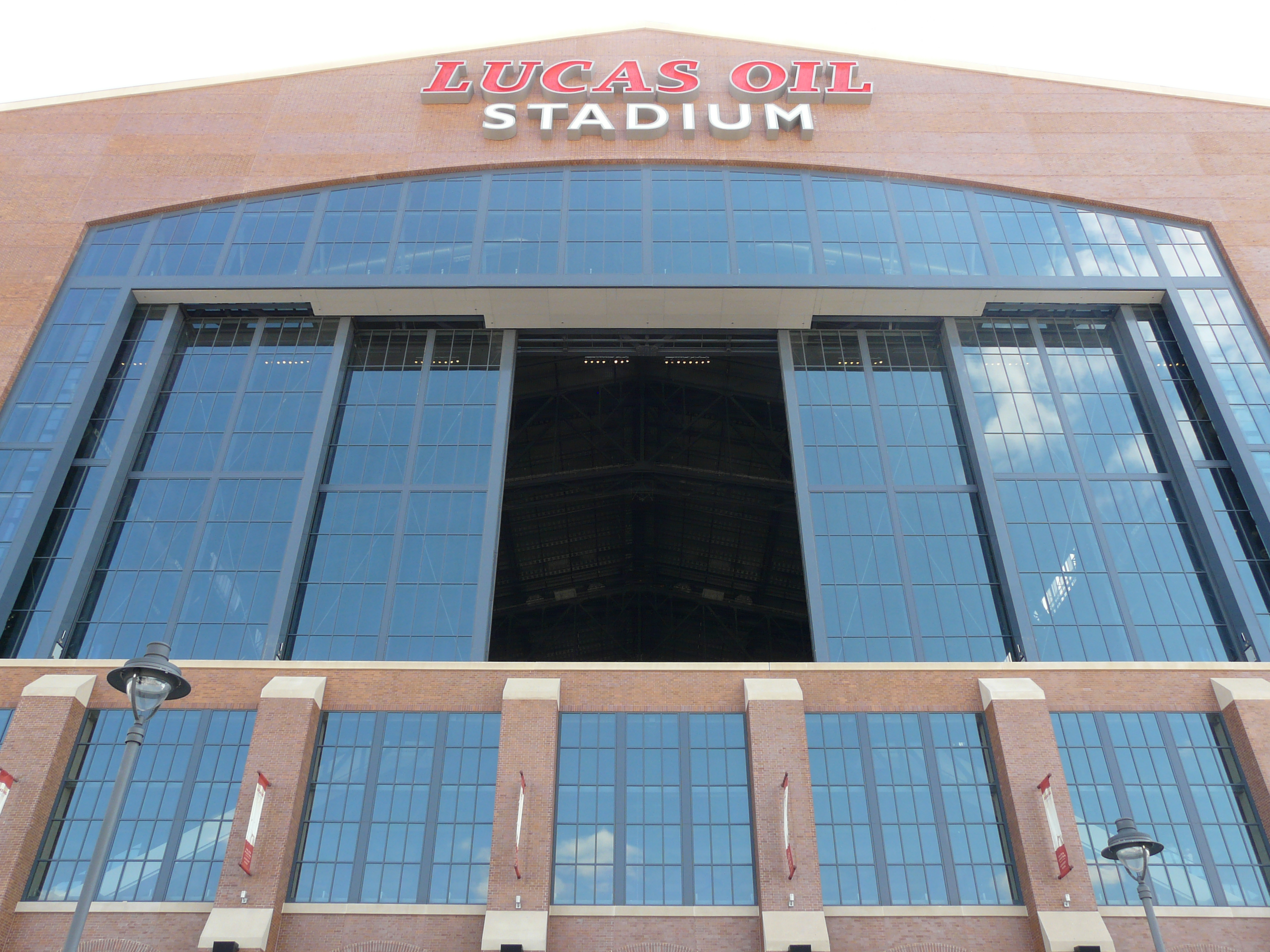
Panneaux mobiles ouverts
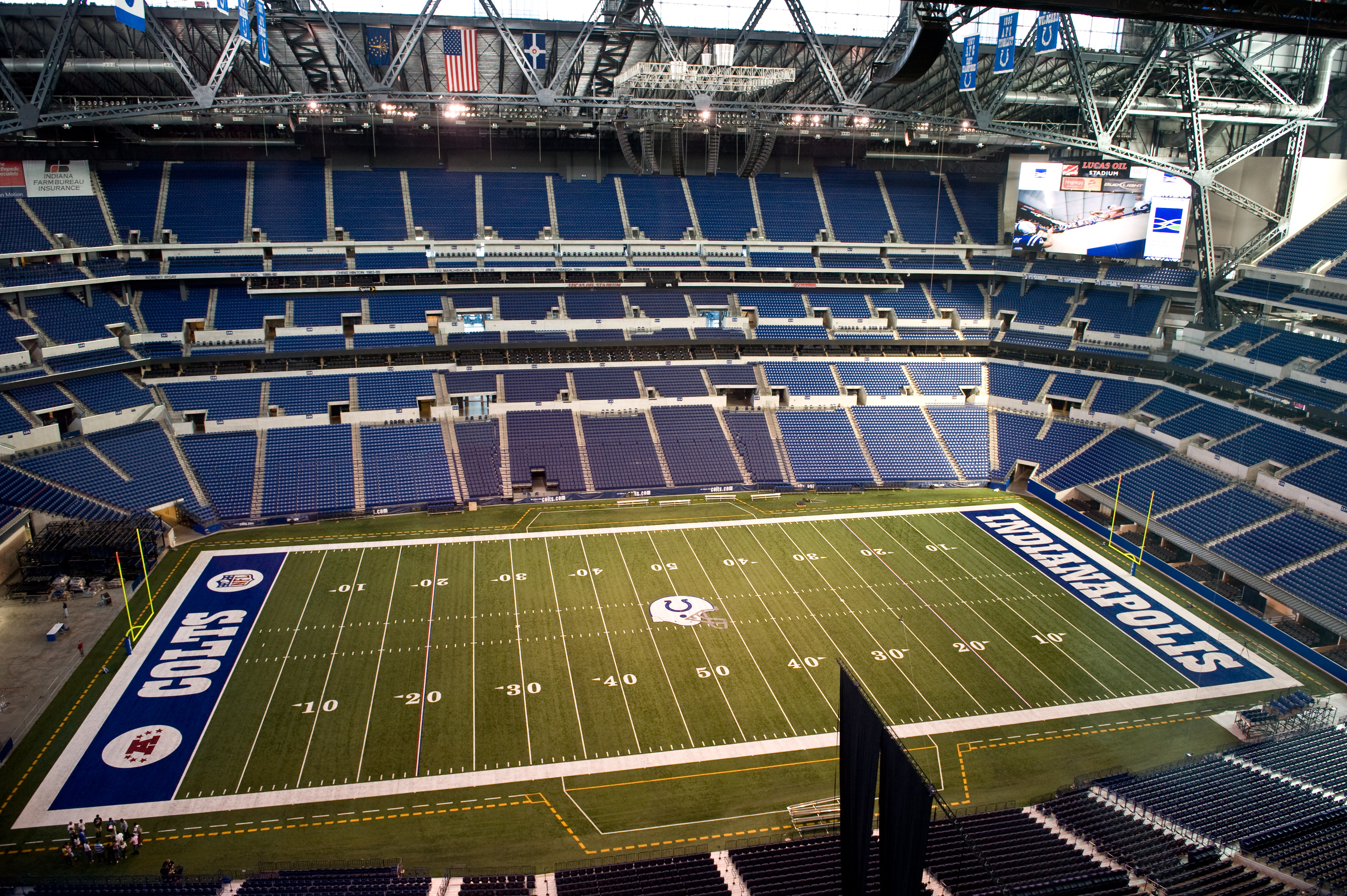
Intérieur